# Miklós Beresztóczy
Miklós Beresztóczy (?) was een Hongaars rooms-katholiek geestelijke. 
Miklós Beresztóczy werd op 28 juni 1950 door de communistische regering als vicaris van het bisdom Esztergom aangesteld. Daarnaast was hij een actief lid van de Hongaarse Beweging van Vredespriesters en lid van het Hongaarse parlement. 
Op 2 februari 1958 werd Beresztóczy (samen met collega-priesters Richárd Horváth en János Máté) geëxcommuniceerd. Deze excommunicatie werd echter door de Hongaarse autoriteiten niet bekendgemaakt en Beresztóczy bleef gewoon als vicaris van het bisdom Esztergom aan.
Zie ook: Beweging van Vredespriesters